# Trissodoris
Trissodoris là một chi bướm đêm thuộc họ Cosmopterigidae.